# Koreanska muren
Koreanska muren är en påstådd gigantisk mur som sägs löpa tvärs över den koreanska halvön en bit in på den sydkoreanska sidan om gränsen. Trots att få utanför Nordkorea erkänner det gigantiska bygget, har Nordkorea protesterat mot den vid flera tillfällen. De hävdar även att muren inte är en defensiv konstruktion, utan avsedd som ett förstärkt brohuvud för en kommande invasion av Nordkorea.
Enligt nordkoreanska uppgifter är muren 250 km lång, 5–9 meter hög, 10–20 meter bred vid basen och 3–8 meter bred vid toppen. Materialet består av 800 000 ton betong, 200 000 ton stål och 3,5 miljoner m3 grus, sand och annat. Den skär rakt igenom 122 byar. Muren ska ha uppförts 1977–1979 av amerikanska ingenjörstrupper till en kostnad av 32 biljoner won. Nordkoreanerna lade fram en officiell protest år 1999, på 20-årsdagen av det påstådda slutförandet.
Varken USA eller Sydkorea erkänner existensen av någon mur. De hävdar att den närmast liknande konstruktionen är en cirka 2 km lång antistridsvagnsmur som ibland syns på bilder som sägs visa den koreanska muren.